# The North Remembers
«The North Remembers» es el primer episodio de la segunda temporada de la serie de fantasía medieval Game of Thrones de HBO. Tiene una duración de 53 minutos y se estrenó el 1 de abril de 2012 en Estados Unidos. Fue escrito por sus creadores David Benioff y D. B. Weiss y dirigido por Alan Taylor.
El episodio continúa con los personajes de la primera temporada y sus historias, con la mayoría de los protagonistas separados por todos los Siete Reinos después de los dramáticos eventos acaecidos al final de la primera temporada. El episodio incluye a nuevos personajes localizados en Rocadragón, donde el hermano del Rey Robert, Stannis Baratheon, emerge como un nuevo pretendiente al trono.

## Argumento

### En Rocadragón
El hermano del medio del Rey Robert, Stannis Baratheon (Stephen Dillane), se anuncia como verdadero heredero al Trono de Hierro. Desde su corte en la isla Rocadragón, envía una carta hacia todos los rincones del reino anunciando que Joffrey, Tommen y Myrcella no son los verdaderos herederos de Robert, sino unos bastardos surgidos del incesto entre la reina Cercei Lannister y su hermano Jaime. Stannis se niega a hacer alianzas con otros pretendientes (incluyendo a su hermano Renly), sin escuchar a su consejero Davos Seaworth (Liam Cunningham), ya que Stannis ve a los otros pretendientes como usurpadores. Stannis insiste en que o se arrodillan ante él o serán destruidos. 
El maestre de Stannis, Cressen, está preocupado con las últimas decisiones de Stannis y especialmente con la influencia que tiene la sacerdotisa roja Melisandre (Carice van Houten)  sobre este. Bajo su influencia, Stannis ha adoptado al nuevo dios de la sacerdotisa, El Señor de la Luz, y ha ordenado quemar las figuras de los Siete Dioses. Cressen, decidido a sacrificarse por el bien de su Rey, envenena una copa de vino y, después de tomar parte de su contenido, se la pasa a Melisandre. Cressen muere casi inmediatamente mientras que Melisandre bebe gran parte del contenido de la copa sin inmutarse.

### En el campamento de los Stark
El Rey en el Norte, Robb Stark (Richard Madden) visita a su prisionero Jaime Lannister (Nikolaj Coster-Waldau) y le informa que ha recibido la carta de Stannis sobre su incesto y las razones de por qué su hermano está tullido y su padre muerto. Además le informa que enviará al primo de Jaime, Alton Lannister, quien fue capturado por el ejército norteño, con los términos de paz a la capital. Sus demandas incluyen la liberación de sus hermanas, el regreso de los restos de Eddard y sus hombres y el reconocimiento de la independencia del Norte. A pesar de haber vencido al ejército de los Lannister tres veces, Robb sabe que no los puede derrotar solo. Por esta razón, accede a enviar a Theon Greyjoy (Alfie Allen) con su padre Balon para convencerlo de que se les una con la fuerza naval de Las Islas de Hierro. A pesar de que su madre Catelyn Stark (Michelle Fairley) desea regresar a Invernalia, Robb la envía a la corte de Renly para negociar una alianza. Cat advierte a su hijo sobre Balon Greyjoy y lo felicita por sus logros.

### Más allá del Muro
El grupo de exploradores enviados más allá del Muro llega a la Cabaña de Craster, ubicada no muy lejos de Muro. Craster (Robert Pugh) da información valiosa sobre los salvajes y El Rey Más Allá del Muro, Mance  Rayder, y de su supuesto ejército que marchará hacia el sur del Muro. Jeor Mormont (James Cosmo), el Lord Comandante le da a Jon Nieve (Kit Harington) consejos sobre liderazgo debido a su reciente disputa con Craster sobre el asunto de sus esposas/hijas.

### En Invernalia
Bran Stark (Isaac Hempstead-Wright) se encuentra aprendiendo cómo ser Lord de Invernalia mientras su hermano se encuentra lejos en la guerra. Tiene un extraño sueño donde se ve a sí mismo como Verano, su lobo huargo, cruzando el Bosque de los Dioses. A la mañana siguiente va junto a Osha (Natalia Tena)  al Bosque mientras esta lo intenta interrogar, sin lograr resultados, sobre sus sueños. La pareja nota un cometa en el cielo y Osha comenta que para muchos significa la victoria de un bando o la derrota de otro, pero para ella sólo significa una cosa: dragones.

### Al otro lado del mar Angosto
Daenerys Targaryen (Emilia Clarke) junto con los restos del Khalaasar de Drogo se encuentra cruzando la Llanura Roja. Casi muerta de hambre y sed, Daenerys decide enviar a tres jinetes en diferentes direcciones para explorar el horizonte.

### En Desembarco del Rey
Durante una serie de justas llevadas a cabo por el rey Joffrey Baratheon (Jack Gleeson) en su día del nombre irrumpe su tío, Tyrion Lannister (Peter Dinklage), que llega a la capital para ejercer como Mano del Rey en la ausencia de su padre. Su hermana, Cersei Lannister (Lena Headey), manifiesta su furia contra esto, pero se calma cuando Tyrion le afirma que solo ejercerá como consejero. Luego Tyrion se burla de su hermana al descubrir que ha dejado escapar a Arya Stark, ya que para Tyrion un Stark es un rehén muy valioso si de intercambiar prisioneros se trata, especialmente si se trata de su hermano Jaime.  
El Rey Joffrey discute la carta de Stannis con su madre e inmediatamente después, la Guardia Real comienza a asesinar a los hijos bastardos de Robert, aunque no queda claro quién da la orden. Gendry (Joe Dempsie) se encuentra fuera de la ciudad, pero su maestro herrero revela que este se encuentra en una caravana que se dirige al Muro. Fuera del conocimiento de los Lannister, Arya (Maisie Williams), se dirige al Norte con él.

## Producción

### Guion
El capítulo fue escrito por los productores y creadores de la serie, D. Weiss y David Benioff, basados en el trabajo original de George R. R. Martin.  El episodio adapta los primeros capítulos del segundo libro, Choque de Reyes, incluyendo el Prólogo, los capítulos , Sansa I, Tyrion I, Bran I, Catelyn I, Davos I, la primera mitad de Daenerys I, Jon III (o sea los capítulos 1, 3, 4, 5, 8, 11, 13, and 24). Dos capítulos del inicio del segundo libro fueron incluidos en el final de la primera temporada, y la historia de Jon Nieve ha sido empujada hacia adelante. 
El episodio incluye la presentación de importantes personajes, especialmente Stannis Baratheon (Stephen Dillane), Ser Davos Seaworth (Liam Cunningham), y Melisandre (Carice van Houten). 
Dillane, Cunningham, y van Houten son agregados al elenco principal. Actores de la primera temporada como John Bradley-West (Sam Tarly), James Cosmo (Jeor Mormont), Jerome Flynn (Bronn), Conleth Hill (Varys), y  Sibel Kekilli (Shae) son ascendidos de actores recurrenes a principales. 
Peter Dinklage toma el lugar de Sean Bean en la secuencia de presentación.  Dinklage en broma expresó sus deseos de permancer algún tiempo en este puesto.

## Recepción

### Audiencia
El estreno del episodio en Estados Unidos tuvo una audiencia de 3.858 millones de televidentes, lo que constituyó un nuevo récord de audiencia para la serie. Tomando en cuenta la audiencia adicional de la noche, el episodio contó con 6.3 millones de espectadores.

### Crítica
IGN galardonó el episodio con un 9 de 10. A.V. Club le dio un B+.